# Genoveva de Brabant
Genoveva de Brabant és un personatge llegendari, protagonista d'una tradició molt estesa sobretot a França i a l’occident d'Alemanya, fins al punt que ha estat tinguda per un personatge històric i popularment s'ha considerat com a santa. En alguns santorals dels segles xvi-xviii apareix com a santa amb festivitat litúrgica el dia 2 d'abril o el 18 de gener. Als calendaris i santorals moderns ja no apareix, i mai ho ha fet en els calendaris oficials de l'Església. El tema de la dona innocent, el seductor pèrfid que assaja d'enlluernar en va, el càstic injust i el final feliç després d'unes peripècies és freqüent en tota l'edat mitjana. N'existeixen moltíssimes variants.
La història de Genoveva és una típica rondalla d'una dona acusada falsament d'infidelitat per un pretendent refusat, un pare incestuós o un cunyat lúbric. En la majoria de les versions s'acaba amb final feliç.

## Llegenda
S'hauria passat al segle viii, Genoveva nata al Ducat de Brabant i es va casar amb el comte palatí Sigfrid de Trèveris. Va ser acusada pel majordom Golo, que se n'havia enamorat. En veure's rebutjat, va voler venjar-se i va enviar un missatge a Sigfrid, que era absent en campanya. Li hi diu que Genoveva l'havia enganyat i que havia quedat prenyada. El comte, induït pel seu servent, va dir-li que fes matar l'esposa infidel i el nounat. Golo envià Genoveva amb uns servents al bosc perquè la matessin allí mateix, però els servents, commoguts, no van ser capaços de fer-ho i van deixar viure la dona amb la condició que mai no sortís d'aquell bosc de les Ardenes per on, d'altra banda, mai ningú no hi passava. Genoveva hi va trobar una petita cova i hi va viure durant sis anys amb el seu fill, amb l'ajut d'una daina que vivia amb ells i els proveïa de llet.
Passats els anys, Sigfrid va anar a caçar i, essent al bosc, la cérvola se li aturà al davant i marxà corrents; Sigfrid va seguir-la i va arribar així a la cova, on va trobar la dona i el nen. Els va reconèixer per mor d'una cicatriu i l'anell nupcial. Hi va veure un senyal diví i va comprendre que la seva esposa era innocent. La va portar a la cort, va proclamar-ne la innocència i va fer executar públicament el traïdor Golo. Genoveva va fer construir una capella a la cova on havia viscut.
Poc després, Genoveva, afeblida per les penúries, va morir, i Sigfrid, penedit, va ingressar en un monestir a fer penitència. El poble va considerar la comtessa morta una santa i va venerar-la a la capella que s'hi havia construït, anomenada Frauenkirche (Capella de la Mare de Déu), on hauria sigut sebollida.

## Historicitat

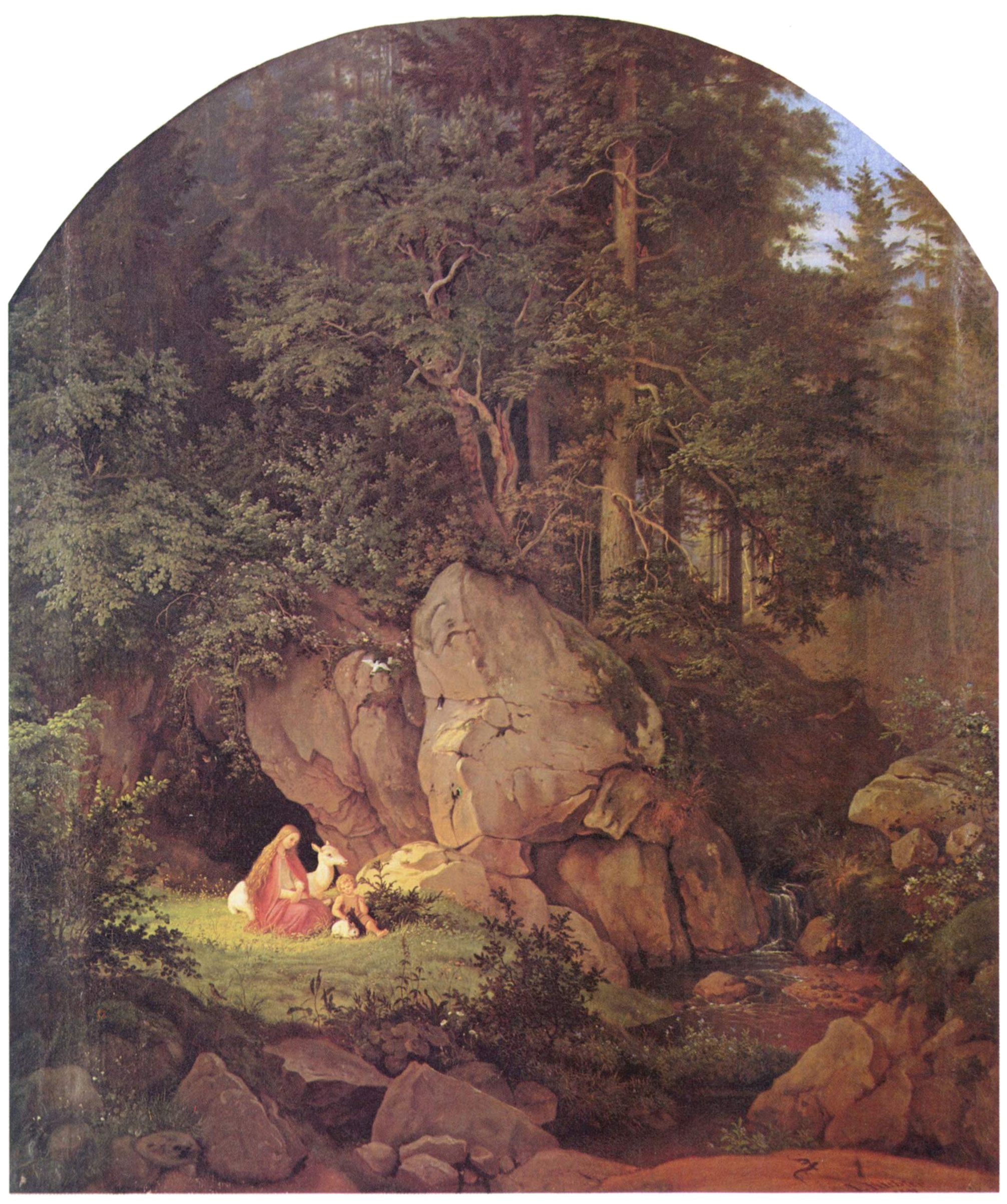
Genoveva al bosc, per Adrian Ludwig Richter

Les versions més detallades de la llegenda daten del segle xiii, però situen els fets a l'època de l'imperi de Carlemany. S'hi contradiuen en els noms dels personatges i en l'atribució de llocs, títols o dates, incongruències i anacronismes habituals en les llegendes i l'hagiografia popular. La història, inversemblant i amb detalls propis de llegendes i rondalles populars, podria basar-se en el fet real que el gener de 1256, el comte palatí Lluís II, duc de Baviera, va fer matar la seva esposa Maria de Brabant, sospitosa d'infidelitat. Jutjada i trobada culpable, fou decapitada; després va palesar que era innocent i Lluís, com a penitència, es va retirar un temps a una ermita i va fundar l'abadia de Fürstenfeld, prop de Múnic. Tot i això, la història és una de les mants variants al tema de la dona fidel falsament acusada d'adulteri. La versió de la llegenda de Genoverva publicada per Emyich, com era de costum en la hagiografia, conté mant detall precís inventat que havia d'insinuar veracitat, malgrat molts anacronismes i fets i personatges inventats.
Pel que fa a la seva veneració, l'obra llatina de Matthias Emyich del 1472 ja parla de miracles a la seva tomba i d'indulgències acordat a. És el primer document escrit conservat, però és clar que s'inspira de documents anteriors desapareguts. Aquesta denominació de santa o beata és habitual en les obres populars dels segles xvi-xvii. Ja al segle xvii, però, els  jesuïtes bol·landistes van considerar que era una mera la llegenda.

## Veneració

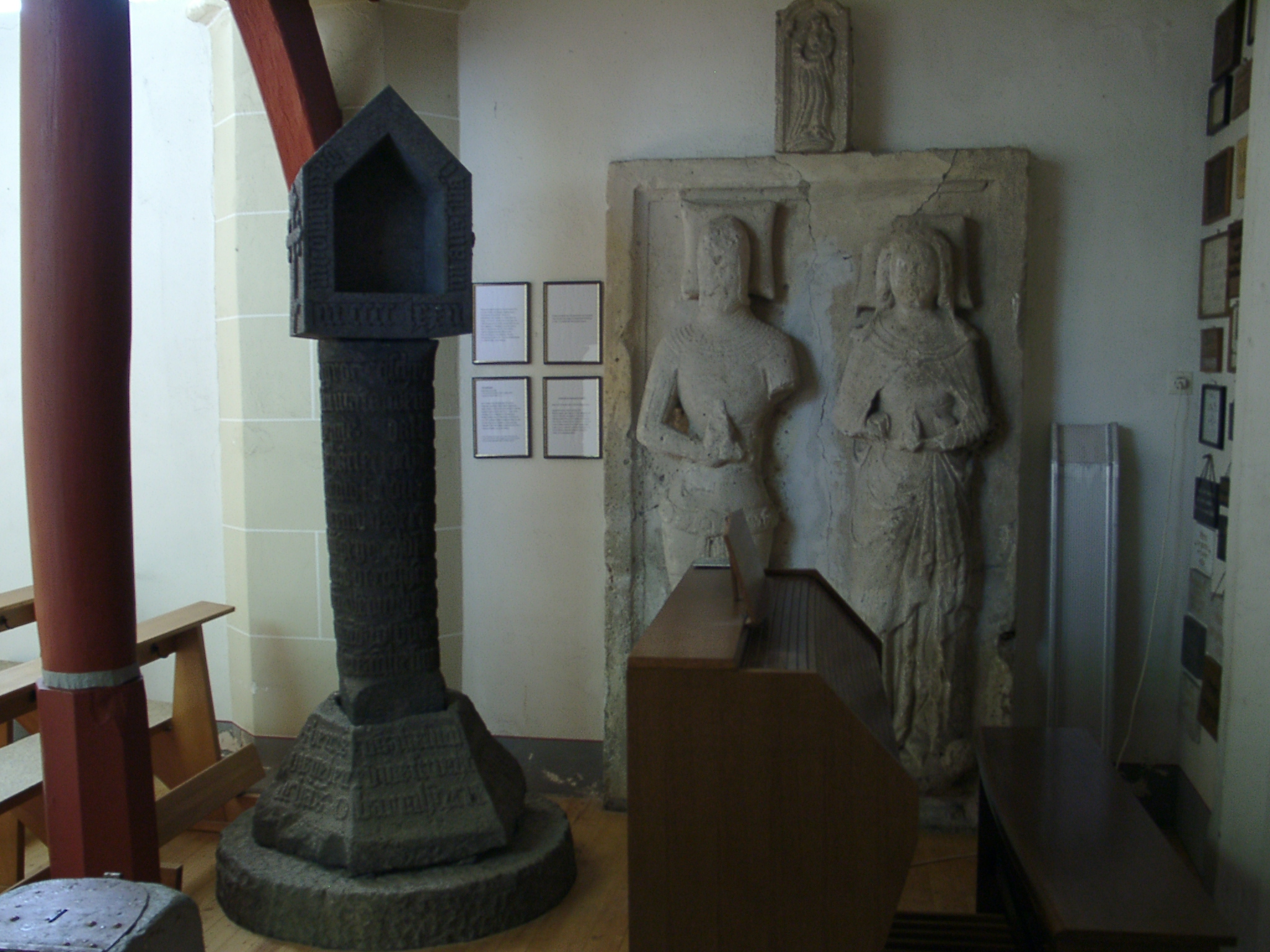
Creu de Golo i làpida sepulcral atribuïda a Sigfrid i Genoveva a Fraukirch

Al veïnat Fraukirch del municipi de Thür al nord-oest del Palatinat a Alemanya, hi ha una Frauenkirche (església de la Mare de Déu), un lloc de romiatge des del segle xiii, construïda damunt els fonaments d'un temple fràncic del segle viii. A l'altar principal hi ha un retaule que representa les llegendes de la Mare de Déu i de Genoveva que data del segle xiii. S'hi troba una làpida sepulcral, atribuïda sense cap fonament, a Sigfrid i Genoveva.
Segons la llegenda, el comte Sigfrid, un altre personatge de llegenda, hauria fundat l'edifici per donar les gràcies a la Mare de Déu per salvar la seva dona. Camí cap a la capella hi ha la «creu de Golo» al lloc on s'hauria esquarterat el majordom infidel. Va ser reemplaçat per una còpia i l'original es troba a l'església.

## En les arts

### Literatura
La llegenda es va popularitzar i és present en romanços, auques i plecs de cordill populars, impresos entre el segle xvi i el xix. Ja s'hi qualifica de santa: Vida de Santa Genoveva, Romance de Santa Genoveva, princesa de Brabante i similars. Probablement, totes parteixen d'un text llatí de Matthias Emyich, datat el 1472, que es va traduir en moltes llengües.
Una de les primeres obres literàries que en narren la història és L'innocence reconnue de 1634 pel jesuïta René de Cériziers (1603-1662). Durant el segle xix, fou especialment popular a Alemanya, on va ser un tema romàntic en el qual es basaren drames i novel·les, així com pintures i escultures de gènere. Entre les versions alemanyes destaquen: Genoveva. Eine Tragödie in fünf Acten, drama de Friedrich Hebbel, el poema dramàtic Leben und Tod der heiligen Genoveva de Ludwig Tieck i un «conte per a donzelles» de Christoph von Schmid. Marcel Proust l'esmenta a les primeres pàgines de la novel·la A la recerca del temps perdut. La història de Genoveva hi apareix en la projecció d'una llanterna màgica a l'habitació de Combray.
En francès n'hi ha moltes versions: Soupirs de Sifroi ou l'innocence reconnue, tragèdia de Pierre-Corneille Blessebois (1675), L'innocence reconnue, novel·la d'Arnaud Berquin (1776), una tragèdia de Cicile (1798), de P. Duputel (1805), un melodrama de Louis-François Ribié (1804), un drama de Germaine de Staël (1808), de Louis Dubois (1810), un melodrama d'Auguste Anicet-Bourgeois i Jean-Joseph Mourier (1838) i una comèdia, La nouvelle Geneviève de Brabant, de Félix-Auguste Duvert i Augustin Théodore de Lauzanne de Vauroussel (1840).
- Escultura per Hippolyt Maindron a Fontainebleau
- Auca belga bilingüe neerlandès i francès de la darreria del segle xix
- Genoveva comou els seus sicaris
«Vinyeta d'un cèntim» neerlandès (±1780)[17]
- Retaule del segle xiii amb la vida de Genoveva a Fraukirch

### Música
L'obra de Hebbel, va inspirar Robert Schumann per a compondre la seva única òpera, Genoveva el 1848, que no va ser un gran succés. Jacques Offenbach va parodiar la història a l'opereta Geneviève de Brabant de 1867. Erik Satie va estrenar una òpera per a titelles amb el títol Geneviève de Brabant el 1899.